# Andrzej Zawicki
Andrzej Zawicki (ur. 1937, zm. w kwietniu 2017 w Głogowie) – polski miejski radny, naczelnik miasta Głogowa i Honorowy obywatel Głogowa.

## Biografia
Naczelnik miasta Głogowa. W 2005 został uhonorowany tytułem Honorowego Obywatela Miasta Głogowa. Od 2006 do 2010 sprawował stanowisko miejskiego radnego. Zmarł w kwietniu 2017, a został pochowany 5 kwietnia 2017 na  cmentarzu przy ul. Legnickiej.

## Odznaczenia
- 1980: Złoty Krzyż Zasługi[1]
- 1977: Srebrny Krzyż Zasługi[1]
- Zasłużony dla Szkolnictwa Wojewódzkiego[1]
- Nagroda Ministra Oświaty i Wychowania II stopnia[1]